# Liste der denkmalgeschützten Objekte in St. Anton am Arlberg
Die Liste der denkmalgeschützten Objekte in St. Anton am Arlberg enthält die 10 denkmalgeschützten, unbeweglichen Objekte der Gemeinde St. Anton am Arlberg im Bezirk Landeck.

## Denkmäler
| Foto |                 | Denkmal | Standort                                                    | Beschreibung | Metadaten |
| ---- | --------------- | --- | ----------------------------------------------------------- | --- | --- |
| ja   | Datei hochladen | Kath. Pfarrkirche hl. Antonius/Mariahilf in St. Anton HERIS-ID: 78683 Objekt-ID: 92348 TKK: 24592                 | Dorfstraße 80 Standort KG: St. Anton am Arlberg             | Die barocke Pfarrkirche Mariahilf aus dem Jahre 1691 wurde 1698 geweiht, 1932 durch Clemens Holzmeister erweitert, und 1947 zur Pfarrkirche erhoben. Die Gewölbemalereien schuf 1951 Hans Andre. Ein Relieffries und Schnitzfiguren in der Apsis sind vom Bildhauer Hans Buchgschwenter aus dem Jahre 1956. | BDA-Hist.: Q15124719 Status: § 2a Stand der BDA-Liste: 2025-06-30 Name: Kath. Pfarrkirche hl. Antonius/Mariahilf in St. Anton GstNr.: .142 Pfarrkirche St. Anton am Arlberg                                 |
| ja   | Datei hochladen | Friedhof St. Anton HERIS-ID: 78685 Objekt-ID: 92350 TKK: 115693                                                   | Friedhofweg Standort KG: St. Anton am Arlberg               | Der alleinstehende Friedhof wurde 1952 südlich des Ortes am rechten Ufer der Rosanna angelegt. Die Gedächtniskapelle für die Gefallenen der Weltkriege wurde dabei nach den Plänen des Architekten Hans Feßler errichtet. Da die Kapelle beim Augusthochwasser 2005 unterspült wurde und nicht erhalten werden konnte, wurde sie durch einen von Rupert Mesner entworfenen Neubau mit quadratischem Grundriss und Satteldach über einem umlaufenden Glasband ersetzt. Das Sgraffito Auferstehung Christi von Wilfried Kirschl aus dem Jahre 1953 und die Pietà des Bildhauers Sepp Baumgartner wurden von der alten Kapelle übertragen. | BDA-Hist.: Q38152660 Status: § 2a Stand der BDA-Liste: 2025-06-30 Name: Friedhof St. Anton GstNr.: 2705/5 St. Anton am Arlberg Friedhof                                                                     |
| ja   | Datei hochladen | Schüttkasten, Thöni-Haus HERIS-ID: 40124 Objekt-ID: 40018 TKK: 24593                                              | Im Gries 3 Standort KG: St. Anton am Arlberg                | Altes Thöni-Haus, Teile wohl frühes 16. Jahrhundert, angeblich ehemaliger Salzstadel. Die Durchreiche für die Salzausgabe neben dem Haustor ist erhalten. Bemerkenswert ist die Bundwerkkonstruktion bzw. Ständerbohlenkonstruktion im Erdgeschoß, der aufgezimmerte überkämmte Blockbau im Obergeschoß und das weit vorkragende flache Satteldach. | BDA-Hist.: Q37993099 Status: Bescheid Stand der BDA-Liste: 2025-06-30 Name: Schüttkasten, Thöni-Haus GstNr.: .148/4, .148/1, .148/3 St Anton am Arlberg Thöni-Haus                                          |
| ja   | Datei hochladen | Landhaus Albert Murr HERIS-ID: 78702 TKK: 144835seit 2022                                                         | Marktstraße 2 Standort KG: St. Anton am Arlberg             | Das Gebäude stammt von Ende des 19. Jahrhunderts und wurde Anfang des 20. Jahrhunderts, Ende der 1930er und Anfang der 1960er Jahre umgebaut und erweitert. Das Haupthaus ist ein viergeschoßiger giebelständiger Bau, die beiden Dachgeschoße sind holzverkleidet. Im Inneren ist eine Stube mit Felderdecke von 1909 erhalten. | BDA-Hist.: Q112967732 Status: Bescheid Stand der BDA-Liste: 2025-06-30 Name: Landhaus Albert Murr GstNr.: .145 Landhaus Albert Murr                                                                         |
| ja   | Datei hochladen | Trier-Villa, Skimuseum HERIS-ID: 78691 Objekt-ID: 92356 TKK: 24599                                                | Rudi-Matt-Weg 10 Standort KG: St. Anton am Arlberg          | Die Villa mit umliegendem Park und Weiher wurde 1912 von Bernhard Trier erbaut. Seit 1981 wird sie als Ski- und Heimatmuseum genutzt. Die zweigeschoßige Heimatstilvilla mit Satteldach und Dachreiter weist traditionelle Bauelemente des ländlichen Wohnbaus wie Erker, Holzbalkone und Fensterumrahmungen auf. Das Sockelgeschoß besteht aus steinsichtigem Natursteinmauerwerk, der Baukörper darüber ist gemauert, die Fassaden in der vorderen Gebäudehälfte sind durchgehend mit Holz verkleidet. | BDA-Hist.: Q38152670 Status: § 2a Stand der BDA-Liste: 2025-06-30 Name: Trier-Villa, Skimuseum GstNr.: .378 Trier-Villa, St. Anton am Arlberg                                                               |
| ja   | Datei hochladen | Friedhof hl. Jakob HERIS-ID: 78520 Objekt-ID: 92182 TKK: 83173                                                    | St. Jakober Dorfstraße 93 Standort KG: St. Anton am Arlberg | Der um 1600 angelegte, von einer Mauer begrenzte Friedhof umgibt die Pfarrkirche St. Jakob. Die Gräberreihen mit vorwiegend schmiedeeisernen Kreuzen befinden sich hauptsächlich südlich der Kirche. In der Nordwestecke, angemauert an die Kirche, befindet sich die um 1966 errichtete Aufbahrungshalle. Die rechteckigen Betonglasfenster mit Kreuzdarstellung und die Mosaiken an der Stirnwand mit dem Auferstandenen wurden 1966 von Herbert Rieger geschaffen. An der südlichen Turmmauer befindet sich ein Denkmal für die 16 beim Bau des Arlbergtunnels verunglückten Arbeiter. Das um 1885 errichtete Denkmal besteht aus einer konisch zulaufenden Marmorstele mit den Namen der Verunglückten und einem trauernden Engel am Sockel. | BDA-Hist.: Q64512968 Status: § 2a Stand der BDA-Liste: 2025-06-30 Name: Friedhof hl. Jakob GstNr.: 657/2 Friedhof St. Jakob am Arlberg                                                                      |
| ja   | Datei hochladen | Kath. Pfarrkirche hl. Jakobus d. Ä. HERIS-ID: 78509 Objekt-ID: 92171 TKK: 24323                                   | St. Jakober Dorfstraße 93 Standort KG: St. Anton am Arlberg | St. Jakob war eine Kaplanei vermutlich seit dem 13. Jahrhundert und wurde 1602 zur Kuratie. 1773 wurde die Kirche neu gebaut und 1778 geweiht. Sie zeigt den Einfluss der Götzner Bauschule und wurde vermutlich von Franz Singer geplant. 1891 wurde sie zur Pfarrkirche erhoben. Die barocke Gewölbemalereien von Johann Perwanger stammen aus dem Jahre 1774. | BDA-Hist.: Q15110981 Status: § 2a Stand der BDA-Liste: 2025-06-30 Name: Kath. Pfarrkirche hl. Jakobus d. Ä. GstNr.: .93 St Jakob am Arlberg Pfarrkirche                                                     |
| ja   | Datei hochladen | Stiegeneckkapelle HERIS-ID: 78694 Objekt-ID: 92359 TKK: 40645                                                     | Standort KG: St. Anton am Arlberg                           | Am Eingang in das Verwalltal wurde zum Ende des 19. Jahrhunderts an der Stelle einer älteren Kapelle eine neue Kapelle Stiegeneck im sogenannten Schweizer Stil errichtet und im Jahre 1898 geweiht. Die Kapelle ist in unverputztem Steinmauerwerk gehalten, hat ein Vordach über dem Eingang und einen Glockenstuhl. | BDA-Hist.: Q38152680 Status: § 2a Stand der BDA-Liste: 2025-06-30 Name: Stiegeneckkapelle GstNr.: .256 Stiegeneckkapelle, St. Anton am Arlberg                                                              |
| ja   | Datei hochladen | Kath. Filialkirche, Kaplaneikirche hl. Christophorus beim Hospizhotel HERIS-ID: 78695 Objekt-ID: 92360 TKK: 29318 | St. Christoph 1 Standort KG: St. Anton am Arlberg           | Angebunden an das Hospiz St. Christoph am Arlberg befindet sich die Christophoruskapelle, urkundlich 1386 errichtet durch Heinrich Findelkind, 1398 geweiht, 1644 und Ende des 19. Jahrhunderts erneuert, 1956 durch Brand des Hospiz zerstört und 1958 erneuert. Figur hl. Christophorus von Josef Rifesser aus dem Jahre 1909. Fresken von Fred Hochschwarzer und Glasgemälde von Martin Häusle aus dem Jahre 1962. | BDA-Hist.: Q96380595 Status: § 2a Stand der BDA-Liste: 2025-06-30 Name: Kath. Filialkirche, Kaplaneikirche hl. Christophorus beim Hospizhotel GstNr.: .262/4 Christophoruskapelle, St. Christoph am Arlberg |
| ja   | Datei hochladen | Tunnelportal des Arlbergtunnels HERIS-ID: 59256 Objekt-ID: 70355 TKK: 40642                                       | Standort KG: St. Anton am Arlberg                           | Das Ostportal des Arlbergtunnels wurde 1884 erbaut (ursprünglicher Standort ⊙). Im Zuge der Verlegung der Bahntrasse 2000 wurde es abgebaut und als Denkmal auf einen Platz westlich des neuen Bahnhofs in der Nähe des neuen Portals übertragen. Das Portal war mit Bruchsteinmauerwerk verkleidet, die Tunnelöffnung wurde von Quadersteinen umrahmt. Erhalten ist der obere Abschluss mit der Inschrift „Franz Josef I.“ und dem von zwei Greifen gehaltenen kaiserlichen Wappen als Relief. | BDA-Hist.: Q64031996 Status: Bescheid Stand der BDA-Liste: 2025-06-30 Name: Tunnelportal des Arlbergtunnels GstNr.: 2847, 2900 Tunnelportal St. Anton                                                       |